# Santa María Daxtho
Santa María Daxtho är en ort i Mexiko.   Den ligger i kommunen Tepetitlán och delstaten Hidalgo, i den sydöstra delen av landet, 80 km norr om huvudstaden Mexico City. Santa María Daxtho ligger 2 051 meter över havet och antalet invånare är 385.
Terrängen runt Santa María Daxtho är kuperad åt nordväst, men åt sydost är den platt. Runt Santa María Daxtho är det ganska tätbefolkat, med 185 invånare per kvadratkilometer. Närmaste större samhälle är Tula de Allende, 9,9 km söder om Santa María Daxtho. I omgivningarna runt Santa María Daxtho växer huvudsakligen savannskog.